# 트리올레 (도시)
트리올레(Triolet)는 모리셔스의 도시이다. 인구는 21,250명이며, 모리셔스 섬 팜플레무스 구에 위치한 도시이다. 해발은 134m이며, 모리셔스에서 6번째로 인구가 많은 도시이다.